# Frederick Cavendish
Lord Frederick Cavendish (1729 – 21. října 1803, Twickenham Park, Anglie) byl britský polní maršál z významného šlechtického rodu Cavendishů. Kariérního postupu dosáhl za sedmileté války, později již mimo aktivní službu dosáhl hodnosti maršála (1796). Byl též poslancem a jako přívrženec whigů byl odpůrcem války proti americkým koloniím. Jeho starší bratr William Cavendish, 4. vévoda z Devonshiru byl v letech 1756–1757 britským premiérem.

## Kariéra

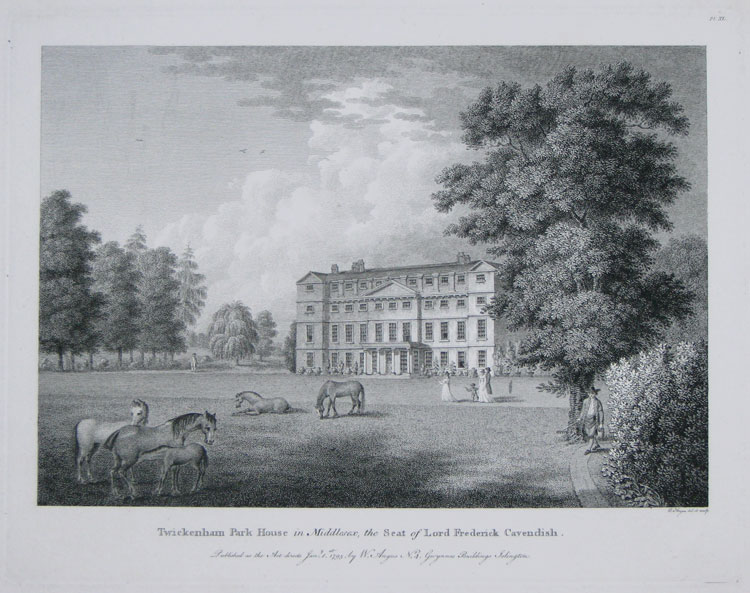
Zámek Twickenham Park, od roku 1788 sídlo maršála Fredericka Cavendishe

Byl mladším synem nejvyššího hofmistra a irského místokrále 3. vévody z Devonshiru a od roku 1749 sloužil v armádě, jako syn vévody celý život užíval titul lorda. V roce 1755 v hodnosti podplukovníka doprovázel do Irska svého staršího bratra 4. vévodu z Devonshiru, který byl tehdy irským místokrálem. V roce 1757 byl vyslán do západní Evropy, stal se pobočníkem a komořím vévody z Cumberlandu, později bojoval pod velením vévody z Marlborough. V září 1758 padl do zajetí, ale vzápětí byl propuštěn výměnou za francouzského důstojníka. Vojenských operací sedmileté války se zúčastnil se střídavými úspěchy, ale jako příslušník nejvyšší šlechty a mladší bratr premiéra měl v armádě prominentní postavení, v roce 1761 byl povýšen na generálmajora.
V letech 1751–1780 byl členem Dolní sněmovny, kde patřil k oporám whigů, na půdě parlamentu ale promluvil jen jednou. V roce 1770 byl povýšen na generálporučíka, své sympatie ke koloniím v severní Americe demonstroval odmítnutím bojovat ve válce proti USA. Již mimo aktivní službu dosáhl hodnosti generála (1782) a polního maršála (1796), od roku 1796 byl též členem Tajné rady.
Během života nashromáždil značné jmění, v roce 1788 koupil zámek Twickenham Park na předměstí Londýna, kde také zemřel. Dědicem jeho majetku byl synovec George Augustus Cavendish (1754-1834), pozdější 1. hrabě z Burlingtonu.